# Distrito de San Pedro de Saño
El distrito de Saño es uno de los veintiocho que conforman la provincia de Huancayo, ubicada en el departamento de Junín, bajo la administración del Gobierno Regional de Junín, en el Perú. Limita por el norte con los distritos de San Jerónimo de Tunán y Quilcas; por el este con la exhacienda Acopaba (El Tambo); por el sur con los distritos de San Agustín de Cajas y Hualhuas; y, por el oeste con el río Mantaro.
Desde el punto de vista jerárquico de la Iglesia católica forma parte de la Arquidiócesis de Huancayo.

## Historia
Saño fue elevado a la categoría de Distrito en mérito a la Ley n.º 12129 de 15 de octubre de 1954, en el gobierno de Manuel A. Odría.

## Geografía
El distrito de Saño se encuentra en la provincia de Huancayo, situado a 13 km hacia el norte de la capital del departamento de Junín.  
Ocupa un área de más o menos 11,59 km², hallándose cruzado su territorio de norte a sur por el río Mantaro; también por los ríos llish que es afluente del río Anya que baja desde Casacancha en el distrito de Ingenio y desemboca en el río.
Su altitud es de 3286 m s. n. m. y sus coordenadas geográficas son 11 grados 57 minutos 15 segundos Latitud Sur y 75 grados 5 minutos 18 segundos Longitud Oeste.

## Cultura
Un distrito de Huancayo, que alberga a gente común y corriente muy amigable y servicial dispuesta a que su visita sea realmente amena.
Caracterizado por los trabajos elaborados en madera, utilizando un torno artesanal a pedal.

## Autoridades

### Municipales
- - Actual Alcalde: Hilton Histon Avila Avila. (2023-2026)

- 2019-2022
  - Alcalde: Yody Sandro Leonides Najera.
- 2015-2018[2]
  - Alcalde: Carlos Aquino Lanazca.
- 2011-2014[3][4]
  - Alcalde: Hilton Histon Avila Avila.
- 2007-2010
  - Alcalde: Hilton Histon Avila Avila.
- 2003-2006
  - Alcalde: Celso Salvador Davila

### Policiales
- Comisaría 
  - Comisario: Sgto. PNP

### Religiosas
- Arquidiócesis de Huancayo[5]
  - Arzobispo: Mons. Pedro Barrego Jimeno, SJ.

- Parroquia[6]
  - Párroco: Pbro. William Orihuela Gómez.

## Festividades
- Junio: San Pedro. Fiesta patronal, quizá la más emblemática de todo el valle del Mantaro,  se desarrolla el 29 de junio en honor al patrón,  el apóstol San Pedro, de donde se deriva el nombre de este distrito.